# Малу Ванат (Прахова)
Малу Ванат (рум. Malu Vânăt) насеље је у Румунији у округу Прахова у општини Извоареле. Oпштина се налази на надморској висини од 463 m.

## Становништво
Према подацима из 2002. године у насељу је живело 923 становника, од којих су сви румунске националности.